# Peso Pesado
Peso Pesado é um reality show português que tem como foco ajudar pessoas com excesso de peso, fornecendo uma casa, treinadores, nutricionistas e outros médicos. O programa é a adaptação portuguesa do original norte-americano The Biggest Loser, estreado em 1 de maio de 2011, na SIC. A apresentadora do concurso é Júlia Pinheiro.
O programa decorre maioritariamente na herdade do Peso Pesado, em Alcácer do Sal. Na primeira edição o grupo de concorrentes é constituído por 10 equipas de 2 familiares, amigos ou desconhecidos. Existem 2 treinadores a Sara e o Rui. Os profissionais médicos são responsáveis do Hospital dos Lusíadas, de Lisboa. Todos os dias haverá um episódio com um resumo diário e, aos domingos, far-se-á a pesagem dos concorrentes e a consequente eliminação.
A segunda edição começou em Setembro do mesmo ano e a apresentadora passou a ser Bárbara Guimarães.
Os concorrentes passaram a concorrer individualmente e a treinadora Sara foi substituída pela treinadora Conceição,
Dia 12 de Junho de 2015 foi anunciado o começo das inscrições para a nova temporada do Peso Pesado. Os concorrentes selecionados seram adolescentes entre os 14-19 anos de idade com problemas de obesidade. O programa pretende ajudar no combate à obesidade infantil

## Sinopse
- 17/20 concorrentes com problemas de obesidade são fechados na herdade durante um mês e meio.
- Durante o tempo que estão na herdade vão ter a ajuda de 2 treinadores, uma nutricionista e uma equipa médica.
- No final da semana depois dos treinos são pesados e o concorrente com menor percentagem de peso perdido é eliminado.
- Na segunda edição os concorrentes começaram como equipas e a equipa com menos percentagem de peso perdido ia para a sala de eliminação onde votavam e decidiam qual o membro da equipa era eliminado.
- Na terceira temporada os concorrentes são jovens entre os 14-19 anos
- Os concorrentes eliminados tem a oportunidade de ganhar 25.000€ na final se for o concorrente com maior percentagem de peso perdido em casa.
- O vencedor leva para casa 50.000€

## Herdade do Peso Pesado
A herdade do Peso Pesado onde é gravado o programa é situada em Alcácer do Sal.
A herdade têm 2 ginásios, um exterior e um interior e uma piscina no exterior.

## Edições

### Resumo
| # | Nome                       | Estreia                | Final                  | Episódios | Concorrentes | Vencedor    | Vencedor de casa | Prémio  | Prémio de casa |
| - | -------------------------- | ---------------------- | ---------------------- | --------- | ------------ | ----------- | ---------------- | ------- | -------------- |
| 1 | Peso Pesado: Pares         | 1 de Maio de 2011      | 31 de Julho de 2011    | 74        | 20           | Fábio       | Filipe           | 50 000€ | 25 000€        |
| 2 | Peso Pesado 2: Individuais | 2 de Outubro de 2011   | 31 de dezembro de 2011 | 75        | 17           | Marco       | José             | 50 000€ | 25 000€        |
| 3 | Peso Pesado: Teen          | 13 de setembro de 2015 | 31 de dezembro de 2015 | 17        | 18           | João Manuel | André Francisco  | 25 000€ | 10 000€        |

## Equipa

### Apresentadores
| Pesagens e provas | Edições | Edições | Edições |
| Pesagens e provas | 1       | 2       | 3       |
| ----------------- | ------- | ------- | ------- |
| Júlia Pinheiro    |         | —       | —       |
| Bárbara Guimarães | —       |         |         |

### Treinadores
| Pesagens e provas   | Edições | Edições | Edições |
| Pesagens e provas   | 1       | 2       | 3       |
| ------------------- | ------- | ------- | ------- |
| Rui Barros          |         |         | —       |
| Sara Freitas        |         | —       | —       |
| Conceição Gonçalves | —       |         | —       |
| Joana Mota          | —       | —       |         |
| Pedro Correia       | —       | —       |         |
| Mauro Policarpo     | —       | —       |         |

## Recordes

### Peso e% de peso perdido
| Categoria                                                         | Recordista                                                 | Recorde    |
| ----------------------------------------------------------------- | ---------------------------------------------------------- | ---------- |
| Maior perda de peso numa temporada (Masculino)                    | Filipe (1ª Edição)                                         | 70.5 kg    |
| Maior perda de peso numa temporada (Feminino)                     | Susana (1ª Edição)                                         | 53.9 kg    |
| Maior peso inicial (Masculino)                                    | Alfredo (2ª Edição)                                        | 214.7 kg   |
| Maior peso inicial (Feminino)                                     | Susana (1ª Edição)                                         | 170.9 kg   |
| Concorrente com maior IMC Inicial                                 | Susana (1ª Edição)                                         | 73.0       |
| Maior percentagem de peso perdido numa temporada (Masculino)      | Filipe (1ª Edição)                                         | 41.25%     |
| Maior percentagem de peso perdido numa temporada (Feminino)       | Sara (2ª Edição)                                           | 37.60%     |
| Maior peso perdido numa semana (Masculino)                        | José (2ª Edição)                                           | 11.8 kg    |
| Maior peso perdido numa semana (Feminino)                         | Susana (1ª Edição)                                         | 7.1 kg     |
| Maior percentagem de peso perdido numa semana (Masculino)         | José (2ª Edição)                                           | 6.88%      |
| Maior percentagem de peso perdido numa semana (Feminino)          | Ana (2ª Edição)                                            | 6.30%      |
| Maior peso perdido na herdade (Masculino)                         | Filipe (1ª Edição)                                         | 52.9 kg    |
| Maior peso perdido na herdade (Feminino)                          | Sara (2ª Edição)                                           | 31.9 kg    |
| Maior percentagem de peso perdido na herdade (Masculino)          | Marco (2ª Edição)                                          | 31.92%     |
| Maior percentagem de peso perdido na herdade (Feminino)           | Sara (2ª Edição)                                           | 29.19%     |
| Maior tempo sem ficar abaixo da linha amarela                     | Sandro (3ª Edição)                                         | 16 semanas |
| Menor peso final (Masculino)                                      | André (3ª Edição)                                          | 71.9 kg    |
| Menor peso final (Feminino)                                       | Sara (2ª Edição)                                           | 68.2 kg    |
| Maior peso final (Masculino)                                      | Alfredo (2ª Edição)                                        | 176.2 kg   |
| Maior peso final (Feminino)                                       | Susana (1ª Edição)                                         | 117.0 kg   |
| Mais vezes abaixo da linha amarela                                | Sara (2ª Edição) / Rúben (3ª Edição) / Ritinha (3ª Edição) | 4 semanas  |
| Dupla que esteve mais tempo na herdade (Masculino)                | Ricardo & Filipe (1ª Edição)                               | 10 semanas |
| Dupla que esteve mais tempo na herdade (Feminino)                 | Márcia & Maria José (1ª Edição)                            | 5 semanas  |
| Dupla que esteve mais tempo na herdade (Masculino/Feminino)       | Fábio & Vanessa (1ª Edição)                                | 12 semanas |
| Maior número de vezes a receber o título de peso pesado da semana | Rúben (3ª Edição)                                          | 4 semanas  |
| Maior número de vezes a regressar à herdade                       | Alexandre (2ª Edição)                                      | 4          |

### Recordes do Peso Pesado
- Número de edições: 3 edições
- Vencedores: 2 homens
- Finalistas: 6 - 4 homens, 2 mulheres
- Número de concorrentes: 55 concorrentes
- Edição com mais concorrentes: Peso Pesado 1 – 20 concorrentes
- Edição com menos concorrentes: Peso Pesado 2 - 17 concorrentes
- Edição com mais treinadores: Peso Pesado Teen - 3 Treinadores
- Desistências: Peso Pesado 1 - Sandra
- Expulsões: Peso Pesado 2 - Ivo

## Genérico
A música oficial do programa Peso Pesado é cantada pela vencedora da 4ª edição do ídolos, Sandra Pereira.
O tema chama-se "Podes ser o que tu quiseres".
Na edição Teen do programa, a música escolhida é "A força está em nós", do cantor David Carreira.

## Audiências
| Edição | Horário de exibição   | Galas | Estreia                | Estreia     | Estreia | Estreia | Final                  | Final       | Final  | Final | Audiência média |
| Edição | Horário de exibição   | Galas | Data                   | Espetadores | Rating  | Share   | Data                   | Espetadores | Rating | Share | Rating          |
| ------ | --------------------- | ----- | ---------------------- | ----------- | ------- | ------- | ---------------------- | ----------- | ------ | ----- | --------------- |
| 1      | Domingo à noite 21h30 | 14    | 1 de maio de 2011      | 1 748 000   | 18,4%   | 44,8%   | 31 de julho de 2011    | 1 548 500   | 16,3%  | 52,1% | 13,4%           |
| 2      | Domingo à noite 21h30 | 14    | 2 de outubro de 2011   | 950 000     | 10%     | 28,6%   | 31 de dezembro de 2011 | 750 500     | 7,9%   | 27,7% | [ 6 ]           |
| 3      | Domingo à noite 21h30 | 16    | 13 de setembro de 2015 | 1 092 500   | 11,5%   | 24,8%   | 31 de dezembro de 2015 | 769 500     | 8,1%   | 20,0% | [ 7 ]           |